# Añelo
Añelo es una localidad ubicada en el departamento Añelo en el centro-este de la provincia del Neuquén, en la Patagonia argentina. Es cabecera del departamento homónimo.

## Toponimia
El significado de su nombre varía según los autores; para Alberto Vuletín proviene del mapudungun y significa médano de la amenaza, mientras que para Félix San Martín también proviene del mapudungun y significa el paraje o lugar del muerto. También es posible que provenga de un vocablo Picunche que significa lugar o paraje olvidado o ciénaga de la muerte.[cita requerida] Lleva este nombre debido a que los soldados comandados por el Sargento Ávila dieron muerte, en 1879, a Baigorrita, quien era considerado el último indio Ranquel.

## Historia
En el área donde se asienta la localidad hubo un fortín de defensa de la campaña argentina denominada Conquista del Desierto, desde 1879 hasta 1883, luego fue fundada oficialmente un 20 de octubre de 1915.
Todavía se encuentra en pie la oficina de Correos y Telégrafos en un rancho de adobe que data de 1880.

## Geografía
Se encuentra ubicada a 100 km al norte de la capital provincial, sobre la margen izquierda del río Neuquén. Entre el río y la barda se forma un valle que sirve de asiento a la localidad y que a través del riego se ha podido utilizar la tierra para la labranza.
A pocos kilómetros se encuentra el Complejo Hidroeléctrico Cerros Colorados, que a través del dique Portezuelo Grande regula el caudal del río Neuquén.
Dentro de la geografía cercana de las bardas, se encuentra la formación rocosa de Los Pilares o Monigotes de aproximadamente 25 metros de altura.

## Población
En el año 2010 contaba con 2,689 habitantes (Indec, 2010), lo que representa un marcado incremento del 58% frente a los 1,742 habitantes (Indec, 2001) del censo anterior. La población se compuso de 1.398 varones y 1.291 mujeres. En tanto, las viviendas pasaron de ser 475 a 1.684.
Según el censo 2022 se conoció una población dentro del municipio de 6.477 habitantes y 2.980 viviendas.Este dato posiciona la localidad como el municipio de segunda categoría con más población en la provincia. Además, el censo dio a conocer datos de su composición poblacional (3523 hombres 3051 mujeres), población urbana sin población rural dispersa o localidades dispersas en el municipio (6304) densidad y área urbana.
| Gráfica de evolución demográfica de Añelo entre 1991 y 2022 |
|                                                             |
| Fuente: Censos nacionales del INDEC                         |

## Infraestructura
La localidad se encuentra conectada a la red vial de la provincia a través de las rutas provinciales asfaltadas 7 y 17.

## Economía
La economía local depende principalmente de la producción petrolera de la zona estando rodeada de los yacimientos de Loma Campana, Loma La Lata Norte, Loma de las Yeguas, Aguada Pichana, Aguada San Roque y Filo Morado. Por estar sobre el acceso en las operaciones de la formación hidrocarburífera no convencional Vaca Muerta, la ciudad ha sido denominada "La Capital del Shale". En septiembre de 2014 el parque industrial de la ciudad alcanzó por el impulso petrolero, el asentamiento de 117 empresas.
Por otra parte, también posee una creciente actividad agrícola destacándose la producción hortícola y de forrajes, también en menor importancia se encuentra la producción ganadera de caprinos. Existe una incipiente industria forestal y vitivinícola.
Desde el punto de vista turístico, el lugar ofrece actividades de pesca y camping relacionadas con el río Neuquén y los lagos Mari Menuco y Los Barreales; en este último se encuentra un centro paleontológico con excavaciones de dinosaurios. En el área de Loma la Lata en la comunidad mapuche Paynemil, se construyó sobre restos arqueológicos correspondientes a la cultura Mapuche, el denominado Museo del Sitio, que contiene restos de personas en las posiciones y condiciones en que fueron encontrados.
En el mes de octubre se realiza la fiesta provincial de la yerra y el pial puerta afuera.

## Parroquias de la Iglesia católica en Añelo
| Diócesis  | Neuquén                  |
| --------- | ------------------------ |
| Parroquia | Nuestra Señora de Fátima |